# Майтенус магелланський
Майтенус магелла́нський (Maytenus magellanica) — багаторічна рослина родини бруслинових. Єдиний вид роду, що зростає в холодному кліматі.

## Опис
Майтенус магелланський — невисоке вічнозелене дерево заввишки до 5 м. Листки дрібні (до 5 см у довжину й до 3 см у ширину), зубчасті, шкірясті, з черешком 2—6 мм. Квітки дрібні, одностатеві або двостатеві. Плід — коробочка зі стулками, що містять 1 чи 2 насінини. Рослини морозостійкі, проте не виносять спеку й посуху.

## Поширення
Ареал включає область Магелланової протоки, південь Патагонії та Вогняну Землю. У Чилі може зростати на півночі до самих Вальдивських лісів й острова Чилое, на півдні зустрічається на мисі Горн. Разом із нотофагусом антарктичним це найпівденніше дерево на Землі. У горах може рости на висоті 800 м над рівнем моря, рідше — вище.

## Використання
У місцях зростання майтенус магелланський використовується як декоративна рослина, зокремаб для створення живоплотів.
Вид інтродукований до місць зі схожим кліматом: у Шотландію, на Фарерські острови та узбережжя штату Вашингтон.